# 막스 에른스트
막스 에른스트(Max Ernst, 1891년 4월 2일 ~ 1976년 4월 1일)는 독일의 화가이다. 쾰른에서 출생하였으며, 초현실주의 (쉬르레알리슴)의 지도적인 인물이다. 처음에는 표현파에 속하였으나, 1919년 아르프와 함께 다다이즘을 결성하였다. 1924년 쉬르레알리슴 선언에 참가하였으며, 1949년에 파리로 이주하였다. 대표 작품으로〈셀레베스의 코끼리〉, 〈봄〉, 〈자연의 역사〉 등이 있다.